# Brian Josephson
Brian Josephson ili Brian David Josephson (Cardiff, 4. siječnja 1940.), britanski fizičar. Profesor na Sveučilištu Illinois i u Cambridgeu. Od 1967. vodi istraživački odjel Instituta za fiziku u Cambridgeu. Teoretski predvidio svojstva suprastruje pri prolasku kroz takozvanu tunelsku barijeru (Josephsonov učinak). S Leom Esakijem i Ivarom Giaeverom podijelio 1973. Nobelovu nagradu za fiziku.